# Fahmi Alqhai
Fahmi Alqhai Koury (Séville, 31 octobre 1976) est un gambiste  espagnol. Il est le directeur et fondateur de l'ensemble de musique ancienne Accademia del Piacere.

## Biographie
Fahmi Alqhai est né à Séville en 1976. Fils de mère palestinienne et de père syrien, il réside en Syrie jusqu'à l'âge de onze ans. Il apprend à jouer du piano à Homs avec sa grand-mère et commence sa formation musicale en autodidacte.

## Trajectoire
Il entre au Conservatoire supérieur Manuel Castillo de Séville en 1994 pour commencer à étudier la viole avec Ventura Rico, avec qui il obtient les meilleures qualifications. En 1998 il se rend à Bâle pour approfondir ses études à la Schola Cantorum de Bâle avec Paolo Pandolfo, et commence alors sa carrière dans la même ville avec le groupe Mala Punica, dirigé par Pedro Memelsdorff. En 2001 il s'établit à Milan afin d'étudier au Conservatoire de la Suisse italienne de Lugano, guidé par le maître Vittorio Ghielmi (en). Parallèlement à ses études musicales, il obtient la licence d'odontologie à l'université de Séville.
Alqhai travaille tout d'abord avec les formations de musique de chambre les plus importantes du panorama international de la musique ancienne, comme membre habituel de Hespèrion XXI (Jordi Savall) et Il Suonar Parlante (Vittorio Ghielmi). Il collabore également  avec des groupes tels que Orphénica Lyra (José Miguel Moreno), Al Ayre Español (Eduardo López Banzo) et Mudéjar (Begoña Olavide). Il est membre fondateur de More Hispano (Vicente Parrilla). Avec ces formations il donne des concerts en Europe, au Japon, aux États-Unis et en Amérique latine. En qualité de soliste, il se produit avec des orchestres de la taille de l'Ensemble vocal de Lausanne (Michel Corboz), l'Orchestre Baroque de Séville et Al Ayre Español, entre autres. Il a réalisé de nombreux enregistrements pour les labels Alia Vox, Glossa, Winter & Winter, Tactus, Arsis, Enchiriadis, etc. ;  et pour des télévisions et des radios internationales.
En 1998, il commence sa carrière de soliste en se spécialisant dans le répertoire allemand pour la viole de gambe. En 1999, il collabore au disque « Pentagrama Flamenco » des frères Antonio et David Hurtado Torres. En 2004, il réalise, en commun avec Alberto Martínez Molina, l'enregistrement des sonates de Bach pour le label Arsis. En 2002, il fonde, avec la soprano Mariví Blasco, l'ensemble Accademia del Piacere, dont il  est directeur, avec lequel il a déjà réalisé six enregistrements, gagnants de divers prix : « Le Lacrime di Eros », consacré au XVIe siècle italien ; « Les violes du Ciel et de l'Enfer », avec des œuvres pour viole de gambe de Marin Marais et Forqueray ; « Amori di Marte », centré sur Il Combattimento di Tancredi e Clorinda de Claudio Monteverdi ; Las idas y las vueltas, dans lequel il explore, en lien avec le cantaor Francisco José Arcángel Ramos (es), les racines communes du flamenco et de la musique baroque espagnole, spectacle qui remporte le Giraldillo de la meilleure musique à la Bienal de Flamenco de Séville  en 2012 ; "Rediscovering Spain", consacré à l'art de l'ornementation et à l'arrangement dans la musique ibérique c.1600 ; et « Cantar de Amor », avec la musique de Juan Hidalgo et ses contemporains de l'Espagne du XVIe s. En tant que soliste, il a publié deux CD pour Glossa : « A piacere » et « The Bach Album », qui comprend la fameuse Chaconne de Bach en version pour viole de gambe seule (Prix GEMA du Public du meilleur CD 2016).
En plus de la musique ancienne, il a réalisé des incursions dans d'autres styles musicaux, comme le flamenco tout d'abord (voir plus haut), mais également l'innovation avec « Diálogos de viejos y nuevos sones (dialogues d’anciens et nouveaux sons)» (2016), produit avec Rocío Márquez. Il a également exploré la musique contemporaine, ainsi que le jazz avec Uri Caine. Il a dirigé le spectacle « Le Mystère Velázquez » créé à l'Alcazar de Séville en juin 1998 et il est directeur du Festival de Musique Ancienne de Séville (Femás).
Il participe au festival de flamenco de la ville de Nîmes.
Il intervient dans le documentaire Gurumbé, canciones de tu memoria negra, où il mentionne l'influence africaine sur la musique baroque européenne.

## Prix et reconnaissances
- 2012 : Prix Giraldillo de la meilleure musique à la Bienal de Flamenco de Séville pour Las idas y las vueltas[1].
- 2016 : Prix Giraldillo de l'innovation à la Bienal de Séville pour « Diálogos de viejos y nuevos sones »[1],[4].
- 2016 : Prix GEMA du public de la meilleure production discographique de l'année pour The Bach Album, co-édité par Alqhai & Alqhai et Glossa[7] et 2017[8].

## Discographie
Fahmi Alqhai enregistre pour les labels discographiques Alqhai & Alqhai, Alia Vox, DHM, Glossa et Winter & Winter.
Soliste
- Bach, Sonates pour viole de gambe et clavecin - Fahmi Alqhai, viole de gambe ;  Alberto Martínez Molina, clavecin (2007, Huesca Arsis) (OCLC 430976509)
- A piacere : musique pour viole de gambe : Sanz, Santiago de Murcia, Sainte-Colombe, Rameau, Marais, Bach - Fahmi Alqhai, viole de gambe (octobre/novembre 2013, Glossa) (OCLC 907723814)
- The Bach album : Sonate pour violon BWV 1003 ; Suite pour violoncelle seul, BWV 1010 ; Partita pour flûte, BWV 1013 ; Partita pour violon seul, BWV 1004 (Ciaccona) - Fahmi Alqhai, viole de gambe (mars/avril 2016, Glossa GCDP33205) (OCLC 981866330)

Ensemble
- Full of colour : John Playford, Alfonso Ferrabosco, Giovanni de Macque, Giovanni Maria Trabaci, Tobias Hume… - Vittorio Ghielmi, pardessus de viole, soprano et basse de viole ; Ensemble Il Suonar Parlante, Concerto di viole : Ghielmi ; Rodney Prada, tenor et basse de viole ; Fahmi Alqhai, basse de viole ; Cristiano Contadin, violone, basse de viole, percussion ; avec Ernst Reijseger, violoncelle (13-15 août 2005, Winter & Winter) (OCLC 77080260)
- Le lacrime di Eros : Benedetto Ferrari, Salamone Rossi, Frescobaldi, Stefano Landi, Marenzio, Vicente Parrilla, Francesco Maria Bassani, Richardo Rogniono, Giovanni Battista Bovicelli et Biagio Marini - Accademia del Piacere, dir. Fahmi Alqhai (1-5 septembre 2006, Alqhai & Alqhai 001) (OCLC 896024825)
- Purcell, Fantazias of four parts - Il Suonar Parlante : Vittorio Ghielmi, dessus de viole ; Rodney Prada, viole ténor ; Fahmi Alqhai, basse de viole ; Cristiano Contadin, grande basse de viole (11-13 août 2007, Winter & Winter) (OCLC 303140811)
- Bach, Die Kunst der Fuge - Il Suonar Parlante : Vittorio Ghielmi, dessus et basse de viole ; Rodney Prada, viole ténor ; Fahmi Alqhai, basse de viole ; Cristiano Contadin, grande basse de viole ; Lorenzo Ghielmi, clavecin et pianoforte Silbermann (octobre 2008, Winter & Winter) (OCLC 466115508)
- Amori di Marte : Claudio Monteverdi, Biagio Marini et Antonio Bertali - Accademia del Piacere, dir. Fahmi Alqhai (24-27 juin 2010, Alqhai & Alqhai 003) (OCLC 779701029)
- Las idas y las vueltas, Músicas mestizas : musique baroque de l'époque coloniale en dialogue avec le Flamenco - Arcángel ; Accademia del Piacere, dir. Fahmi Alqhai (décembre 2011/janvier 2012, Alqhai & Alqhai 004 / Glossa) (OCLC 1083511415)
- Rediscovering Spain : fantasías, diferencias & glosas : Gaspar Sanz, Manuel Machado, Antonio de Cabezón… - Accademia del Piacere ; Fahmi Alqhai, viole de gambe et direction (novembre 2012 et février 2013, Glossa GCDP33201) (OCLC 880983048)
- Cantar de amor : Andrea Falconieri, José Marín, Sanz - Juan Sancho, ténor ; Accademia del Piacere ; Fahmi Alqhai, viole de gambe et direction (janvier 2015, Glossa) (OCLC 919167649)
- Muera Cupido : Bononcini, Duron, Guerau, Nebra - Nuria Rial, soprano ; Johanna Rose, viole de gambe ; Javier Núñez, clavecin ; Accademia del Piacere, dir. Fahmi Alqhai (2018, SACD DHM 3941609)

Fahmi Alqhai est en outre parmi les musiciens des albums de Jordi Savall et Montserrat Figueras intitulés : Don Quijote de la Mancha : romances y músicas (2005), Altre Follie, 1500-1750 (2005), Lux feminae : 900-1600 (2006), Francisco Javier : la ruta de Oriente (2007), Jérusalem : la ville des deux paix (2008), La maison des Borgia (2010), Pro Pacem (2012).